# 카르미나 부라나

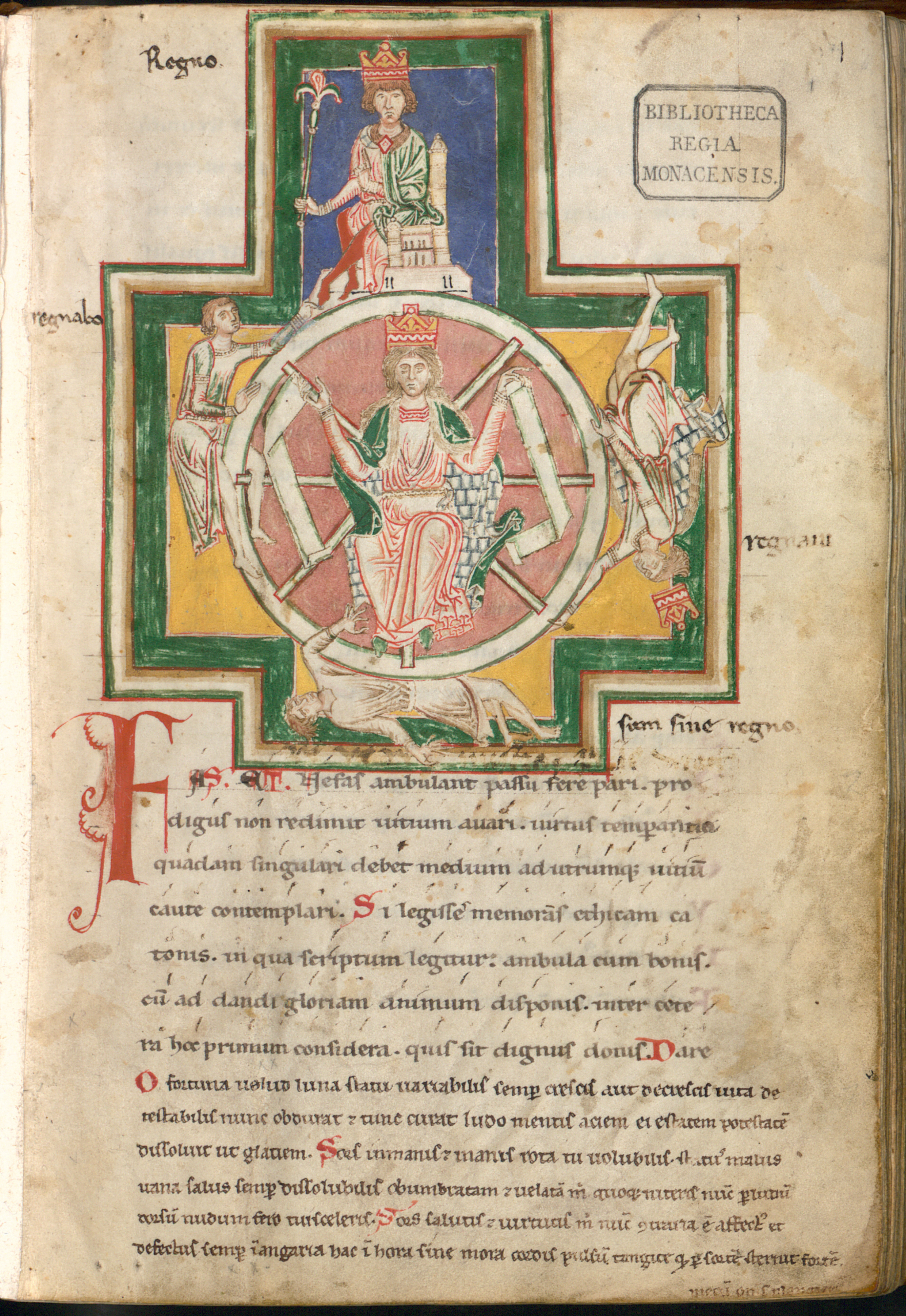
카르미나 부르나에 실린 운명의 수레바퀴 삽화

《카르미나 부라나》(라틴어: Carmina Burana, "보이에른의 노래들")는 254편의 시와 극문들로 이루어진 필사본으로, 대부분 11세기나 12세기의 작품이나 일부는 13세기의 것이다. 작품들은 대부분 외설적이고 불경스러우며 풍자적이다. 주로 중세 라틴어로 쓰였으며, 일부는 중세 고지 독일어와 고대 아르피탄어로 쓰였다. 일부는 라틴어와 독일어 또는 프랑스어 구어가 혼합된 마카로닉 형태를 보인다.
이 작품들은 라틴어가 이탈리아와 서유럽 전역에서 유랑하는 학자들과 대학, 신학자들의 공용어였을 때 학생들과 성직자들이 썼다. 대부분의 시와 노래는 가톨릭 교회를 풍자한 성직자들(주로 학생들)인 골리아르드의 작품으로 보인다. 이 모음집에는 피터 오브 블루아, 월터 오브 샤티용, 그리고 대시인이라 불리는 작자 미상의 시인을 포함한 여러 시인들의 작품이 보존되어 있다.
이 모음집은 1803년 바이에른 베네딕트보이에른의 베네딕도회 수도원에서 발견되었으며, 현재는 뮌헨의 바이에른 주립 도서관에 소장되어 있다. 《카르미나 칸타브리기엔시아》와 함께 골리아르드와 방랑시인의 노래를 집대성한 가장 중요한 모음집으로 평가받는다.
이 필사본들은 옥시타니아, 프랑스, 잉글랜드, 스코틀랜드, 아라곤, 카스티야, 신성로마제국에서 유래한 노래들을 포함하는 범유럽적 운동을 반영한다.
《카르미나 부라나》의 24편의 시는 1936년 카를 오르프가 《카르미나 부라나: 기악과 마법의 이미지를 동반하는 가수와 합창단을 위한 세속 노래》로 작곡했다. 그의 작품은 빠르게 대중적인 인기를 얻었으며 클래식 음악 레퍼토리의 주요 작품이 되었다. 시작과 끝을 장식하는 악장 "오 포르투나"는 수많은 영화에서 사용되어 대중문화에서 가장 널리 알려진 작품 중 하나가 되었다.

## 필사본

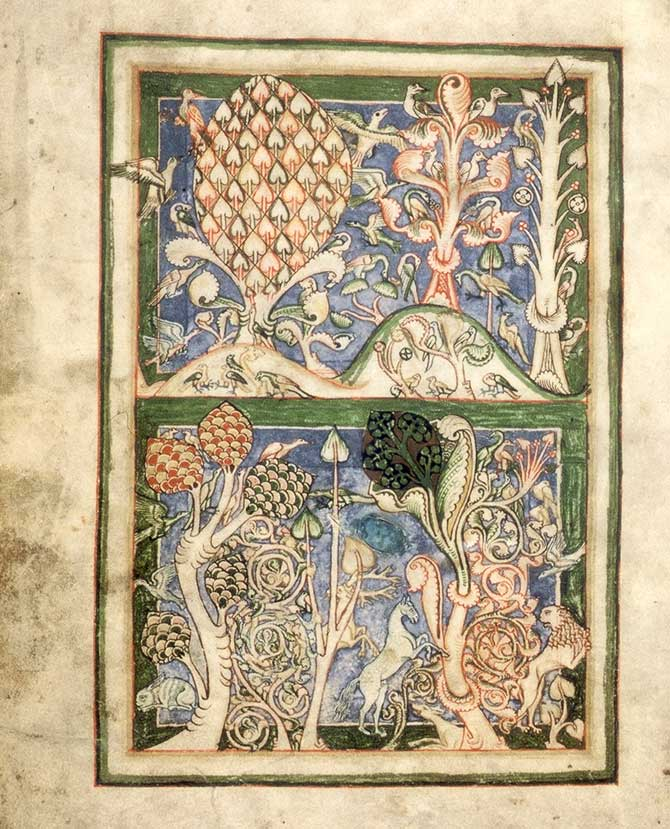
《카르미나 부라나》의 숲 삽화

《카르미나 부라나》(CB)는 1230년에 두 명의 서기가 초기 고딕체 소문자로 119장의 양피지에 기록한 필사본이다. 14세기에는 약간 다른 크기로 재단된 여러 장의 빈 페이지가 본문 말미에 추가되었다. 중세 후기의 어느 시점에 이 수기 페이지들은 《코덱스 부라누스》라 불리는 작은 폴더로 제본되었다. 그러나 제본 과정에서 본문의 순서가 일부 뒤바뀌었고, 일부 페이지는 분실된 것으로 추정된다. 이 필사본에는 8개의 세밀화가 포함되어 있다: 운명의 수레바퀴(실제로는 CB 14-18번 노래의 삽화이나 제본사가 표지로 배치함), 상상 속의 숲, 연인들, 디도와 아이네이아스 이야기의 장면들, 맥주를 마시는 장면, 그리고 주사위, 타불라, 체스를 하는 세 장면이다.

### 역사
초기 연구에서는 이 필사본이 발견된 베네딕트보이에른에서 쓰여졌다고 추정했다. 그러나 오늘날 《카르미나 부라나》 연구자들은 필사본의 출처에 대해 여러 가지 다른 견해를 제시하고 있다. 본문의 중세 고지 독일어 구문들로 미루어 볼 때, 이 필사본은 바이에른 방언이 사용되는 중부 유럽 지역, 즉 독일 남부와 오스트리아 서부, 이탈리아 북부를 포함하는 지역에서 만들어졌다는 데에는 의견이 일치한다. 또한 본문의 이탈리아적 특징으로 인해 해당 지역의 남부에서 만들어졌을 것으로 보인다. 가능성 있는 두 곳의 출처는 슈타이어마르크의 주교좌인 제카우와 남티롤 브릭센 근처의 노이슈티프트 수도원이다.
하인리히라는 이름의 주교가 1232년부터 1243년까지 제카우의 프로보스트였으며, 그는 추가된 필사본의 CB 6*에서 케른텐 주의 마리아 잘의 프로보스트로 언급된다. 이는 제카우가 출처일 가능성을 뒷받침하며, 하인리히가 《카르미나 부라나》의 제작을 후원했을 가능성이 있다. CB 219,3에서는 마르키오네스(marchiones, 슈타이어마르크 출신자)가 바이에른인, 작센인, 오스트리아인보다 먼저 언급되는데, 슈타이어마르크가 저자들과 가장 가까운 지역이었음을 시사한다. CB 12*와 19*-22*와 같이 많은 찬가들이 제카우에서 숭배되던 알렉산드리아의 카타리나에게 헌정되었다.
노이슈티프트 수도원설을 뒷받침하는 근거로는, 본문의 개방적인 성향이 당시 개혁 성향의 아우구스티누스 정규 수도회의 특징을 보이며, 구어체적 문체 또한 그러하다. 또한 CB 95에서 브릭센이 언급되며, CB 203a에는 전설적 영웅 베른의 디트리히에 관한 티롤 고유의 이야기인 《에켄리트》(Eckenlied)의 도입부가 등장한다.
《카르미나 부라나》가 어떻게 베네딕트보이에른으로 옮겨졌는지는 명확하지 않다. 프리츠 페터 크나프는 이 필사본이 노이슈티프트에서 쓰여졌다면, 티롤과 바이에른의 포크트였던 비텔스바흐 가문을 통해 1350년경에 이동했을 수 있다고 제안했다.

### 주제
일반적으로 《카르미나 부라나》에 수록된 작품들은 주제에 따라 다음 네 그룹으로 분류할 수 있다.
1. 도덕과 조롱에 관한 55편의 노래(CB 1-55)
2. 131편의 사랑 노래(CB 56-186)
3. 40편의 음주와 도박 노래(CB 187-226)
4. 2편의 긴 종교극(CB 227과 228)

하지만 이러한 분류에는 많은 예외가 있다. 사랑 노래로 분류된 CB 122-134는 실제로는 사랑 노래가 아니다: 여기에는 죽은 자를 애도하는 노래, 풍자, 그리고 동물의 이름에 관한 두 편의 교훈 이야기가 포함되어 있다. 또 다른 종교시 모음이 《카르미나 부라나》에 포함되어 있었으나 유실되었을 수 있다. 첨부된 필사본에는 21편의 일반적인 종교 노래가 혼합되어 있는데, 성 에라스무스에 대한 산문 기도문과 4편의 종교극이 포함되어 있으며, 이 중 일부는 단편으로만 전해진다. 이러한 큰 주제별 그룹은 더 세분화될 수 있는데, 예를 들어 세상의 종말(CB 24-31), 십자군 원정에 관한 노래(CB 46-52), 또는 고전 고대 문헌의 개작(CB 97-102) 등이 있다.
자주 등장하는 다른 주제들로는 다음과 같은 것들이 있다. 12세기 화폐 경제의 출현과 함께 중요한 문제로 대두된 교회의 성직매매와 탐욕에 대한 비판(CB 1-11, 39, 41-45), 인간의 운명의 부침(CB 14-18)이나 죽음(CB 122-131)에 관한 플랑크투스 형식의 애가, 봄의 귀환을 찬미하는 찬가(CB 132, 135, 137, 138, 161 외), 기사나 학생/성직자들에 의한 양치기 소녀의 강간/유혹을 다룬 파스투렐(CB 79, 90, 157-158), 오비디우스의 애가풍 연가에서 볼 수 있는 토포스인 군사적 봉사로서의 사랑(CB 60, 62, 166)에 대한 묘사가 있다. 《카르미나 부라나》에서는 오비디우스, 특히 그의 에로틱한 애가들이 재현되고, 모방되고, 과장되었다. 오비디우스를 따라 필사본의 성행위 묘사는 솔직하며 때로는 공격적이다. 예를 들어 CB 76은 1인칭 시점으로 사랑의 여신 베누스와의 10시간에 걸친 성행위를 묘사한다.

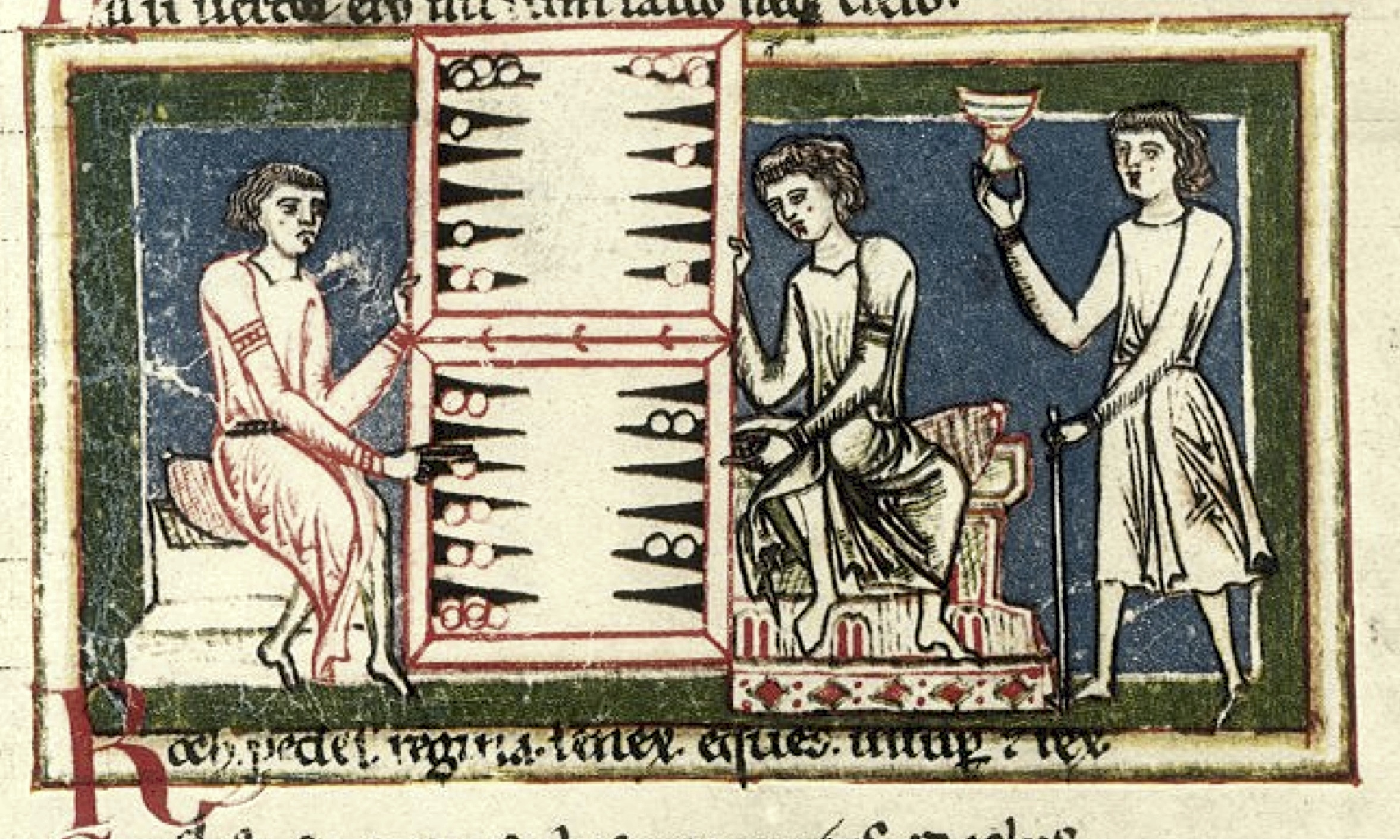
《카르미나 부라나》에서 타불라를 즐기는 모습의 삽화

《카르미나 부라나》에는 소란스러운 중세의 낙원에 대한 수많은 시적 묘사가 포함되어 있으며(CB 195-207, 211, 217, 219), 심지어 쾌락적 삶을 옹호한 것으로 알려진 고대 그리스의 철학자 에피쿠로스가 이 주제의 권위자로 인용되기도 한다(CB 211). 예를 들어 CB 219는 모든 나라의 사람들과 모든 계급의 성직자들이 초대된 방랑자 교단(ordo vagorum)을 설명하는데, 심지어 "그의 부인과 함께 하는 사제"(presbyter cum sua matrona, 가톨릭 사제들은 독신 서약을 해야 하기 때문에 우스꽝스러운 표현)도 포함된다. CB 215는 심지어 이 교단의 종교 의식인 "도박꾼들의 예배"(Officium lusorum)의 예시를 제공한다. 이 패러디 세계에서 사제직의 규칙에는 늦잠 자기, 기름진 음식 먹기와 진한 포도주 마시기, 그리고 정기적인 주사위 놀이가 포함된다. 이러한 규칙들이 너무나 상세하게 묘사되어 있어서 《카르미나 부라나》의 초기 연구에서는 이러한 묘사를 문자 그대로 받아들여 실제로 그러한 게으른 사제 교단이 존재했다고 추정했다. 하지만 사실 삶의 즐거움과 도덕적 의무로부터의 자유에 대한 이러한 노골적인 환상은 "중세의 확고하게 정립된 삶의 기대와 극명한 대조를 이루는 삶과 세상에 대한 태도"를 보여준다. 문학 연구자 크리스티네 카스퍼는 이러한 외설적인 낙원의 묘사를 유럽의 코케인 땅 이야기의 초기 역사의 일부로 보는데, CB 222에서는 주사위 놀이꾼들의 무리를 코케인의 수도원장(abbas Cucaniensis)이 주재했다고 한다.

### 저자
《카르미나 부라나》의 저자들에 대해서는 거의 알려진 바가 없다. 소수의 노래만이 특정 저자에게 귀속될 수 있는데, 오를레앙의 휴 프리마스(약 1160년 사망), 대시인(약 1165년 사망), 프랑스인 월터 오브 샤티용(약 1201년 사망), 그리고 브르타뉴의 페트루스 블레센시스(약 1203년 사망)의 작품들이 그러하다. 또한 첨부된 필사본에는 특정 저자들을 언급하는 독일어 연이 포함되어 있어, 독일의 미네징어인 디트마르 폰 아이스트(약 1170년 사망), 하인리히 폰 모룽겐(약 1222년 사망), 발터 폰 데어 포겔바이데(약 1228년 사망), 그리고 나이트하르트(약 1240년 사망)의 작품으로 귀속될 수 있다. 서명이 있는 시는 첨부된 필사본에만 포함되어 있으며, 이는 슈바벤 출신의 방랑 시인이자 가수인 소위 마르너의 작품이다. 많은 시들은 오비디우스, 호라티우스, 유베날리스, 아우소니우스와 같은 고전 고대의 작품에서 유래했다. 그러나 시의 약 3분의 2는 파생 작품이 아닌 것으로 보인다.
본문은 대부분 익명의 작품이며, 대학들을 순회하던 신학생들이나 아직 성직록을 받지 못한 성직자들인 골리아르드와 방랑자들이 쓴 것으로 보인다. 이들은 아마도 구걸로 생계를 이어갔을 것인데, 이는 도덕적 노래의 상당 부분이 인색한 자선 제공자들을 비난하는 데 바쳐진 이유를 설명해줄 수 있다(예: CB 3, 9, 11, 19-21). 저자들은 고대 신화에 대한 폭넓은 지식을 보여주는데, 이를 환유와 우의적 참조를 통해 풍부한 효과를 내며 성서의 장면들과 자연스럽게 엮어낸다. 예를 들어 신화 속 포도주의 신(디오니소스)인 리아이우스는 CB 194에서 예수가 물을 포도주로 변화시키는 기적을 행한 가나의 혼인잔치(요한복음 2:1-12)에 불쑥 등장한다.

### 참고문헌
- Diemer, Peter; Diemer, Dorothee (1987). 〈Die Carmina Burana〉.   Benedikt Konrad Vollmann. 《Carmina Burana. Text und Übersetzung》 (독일어). Frankfurt am Main: Deutscher Klassiker Verlag.
- Knapp, Fritz Peter (1994). 〈Die Literatur des Früh- und Hochmittelalters in den Bistümern Passau, Salzburg, Brixen und Trient von den Anfängen bis 1273〉.   Herbert Zemann. 《Geschichte der Literatur in Österreich von den Anfängen bis zur Gegenwart》 (독일어) 1. Graz: Akademische Druck- und Verlagsanstalt.
- Schaller, Dieter (1983). 〈Carmina Burana〉. 《Lexikon des Mittelalters》 (독일어) 2. Munich and Zürich: Artemis.
- Walsh, P. G., 편집. (1993). 《Love Lyrics from the Carmina Burana》. University of North Carolina Press. ISBN 978-0-807-84400-7.

## 더 읽어보기
- Franklinos, Tristan E.; Hope, Henry, 편집. (2020). 《Revisiting the Codex Buranus: Contents, Contexts, Composition》. Woodbridge: Boydell & Brewer. ISBN 978-1-78327-379-9. 2020년 7월 22일에 원본 문서에서 보존된 문서. 2020년 6월 23일에 확인함.
- Lehtonen, Tuomas M. S. (1995). 《Fortuna, Money, and the Sublunar World: Twelfth-century Ethical Poetics and the Satirical Poetry of the Carmina Burana》 (Ph.D. thesis, University of Helsinki). Bibliotheca historica, 9. Helsinki: Finnish Historical Society. ISBN 978-951-710-027-4. ISSN 1238-3503.